# 法亞爾鎮區 (明尼蘇達州聖路易斯縣)
法亞爾鎮區（英語：Fayal Township）是位於美國明尼蘇達州聖路易斯縣的一個行政鎮區。

## 地方資料
法亞爾鎮區的面積為89.03平方千米，當中陸地面積為81.38平方千米，而水域面積為7.64平方千米。根據2020年美國人口普查的數據，當地共有人口1809人，而人口密度為每平方千米20.32人。